# Décsi Gyula
Décsi Gyula (szül. Damweber Gyula Antal, Szentgotthárd, 1919. január 28. – Budapest, 1990. szeptember 18.) ügyvéd, rendőrtiszt, igazságügy-miniszter, ÁVH-s alezredes.

## Életrajza
Damweber Gyula kötélgyártó fia. Jogi egyetemre járt, majd annak elvégzése után 1940-től 1944-ig revizorként dolgozott, később pedig a Pénzintézeti Központ jogi osztályának volt munkatársa. 1945 táján lépett be az Magyar Kommunista Pártba, 1945-1950 között a PRO, később ÁVO, majd az ÁVH-ban működött, s töltött be magasabb beosztásokat (1945 végétől őrnagy, 1947 decemberétől alezredes). Részt vett számos koncepciós per - pl. Mindszenty-per, Rajk-per - lebonyolításában, s ő írta alá az internálási végzéseket. 1950-ben az Államvédelmi Hatóság Vizsgálati Főosztályát vezette, június 23-án az Igazságügyi Minisztérium államtitkárává nevezték ki. 1951. január 27-től 1952. november 14-ig az igazságügy-miniszter első helyettese volt, majd 1953. február 2-ig igazságügy-miniszterként működött a Rákosi-kormányban. 1953. január 16-án letartóztatták, és Péter Gáborral együtt, 9 év szabadságvesztésre ítélték. 1957-ben egy perújítási eljárás kereteiben nyolc év börtönbüntetésre ítélték hamis tanúvallomások kikényszerítése és törvénysértő eljárásokban való részvétel miatt. Ezt a büntetést később felezték és szabadlábra helyezték. Ezután az Akadémiai Kiadó szótárszerkesztőségének vezetője volt, és innen ment nyugdíjba.